# CSSTidy
CSSTidy — открытый синтаксический анализатор и оптимизатор каскадных таблиц стилей, написанный Флорианом Шмитцем. Доступны C++- и PHP-версии. Название происходит от HTML Tidy, так как CSSTidy предполагается быть его коллегой для CSS. В настоящее время CSSTidy способен исправлять некоторые распространённые ошибки (например, отсутствующие единицы или точки с запятой) и переформатировать и сжимать CSS код.
Текущая версия CSSTidy — 1.3. Эта версия была отмечена в журнале изменений 19 июля 2007 года как последняя версия. Проект был заброшен и автор ищет нового сопровождающего для проекта.
Тем не менее, PHP-версия была форкнута разработчиками.